# Instituto Tecnológico de la Zona Olmeca

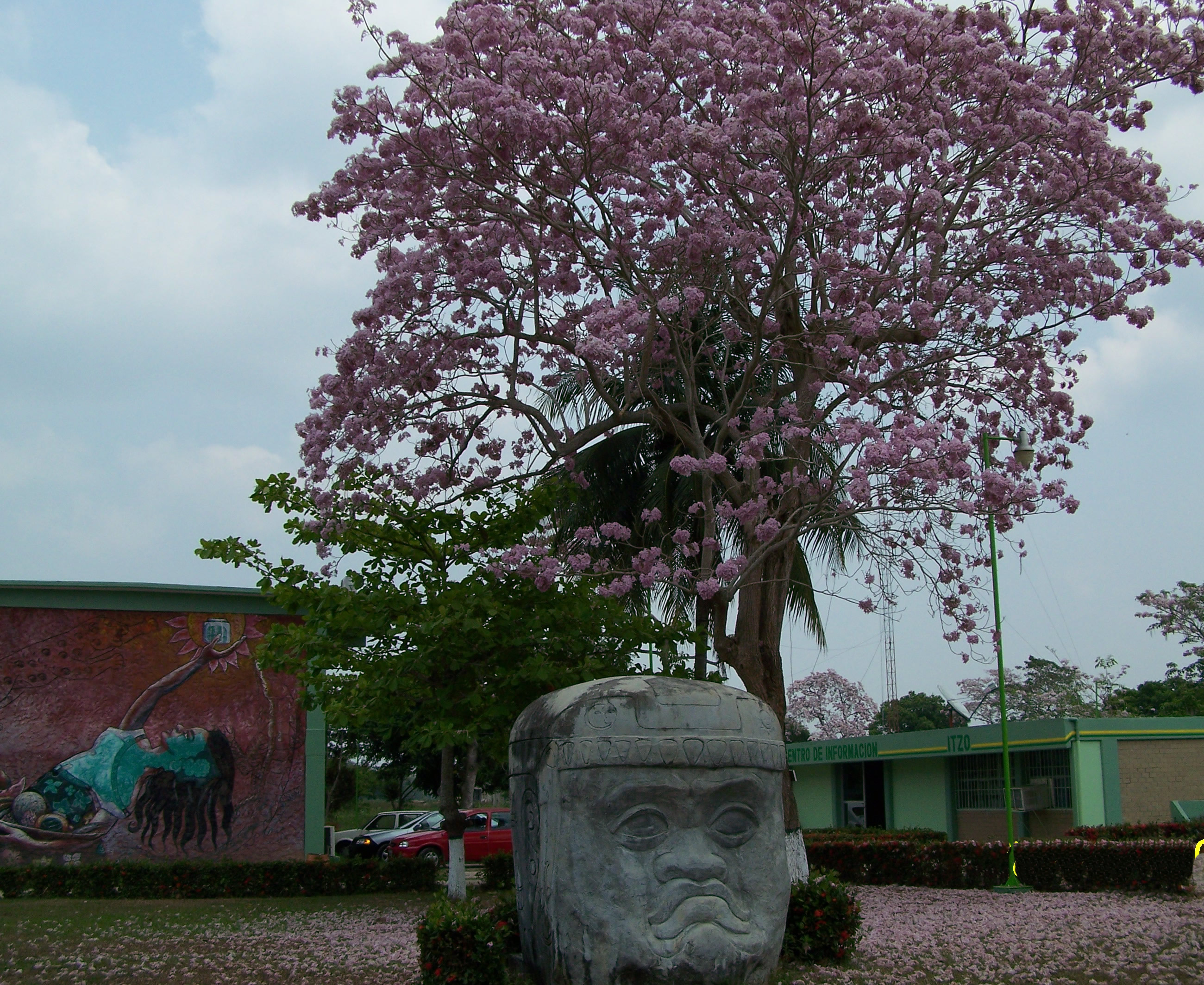
Cabeza Olmeca y Mural del Instituto.

El Instituto Tecnológico de la Zona Olmeca (ITZO o antes ITA 28), ubicado en Villa Ocuitzapotlán, Centro, Tabasco, México es la institución de educación superior agropecuaria más importante de la región, y tiene como misión formar profesionales dentro del contexto de la institución de calidad que el país demanda, mediante la generación y transferencia de conocimientos para el uso y manejo racional de los recursos naturales, con el consecuente desarrollo productivo, social, económico, integral y sustentable.
Fue fundado como Instituto Tecnológico Agropecuario n.º 28, en el año 1982  y luego pasó a formar parte de la DGEST —Dirección General de Educación Superior Tecnológica— en el año 2005. Para el año 2014 todos los Tecnológicos pasan a integrar el TecNM Tecnológico Nacional de México

## Programas profesionales
Carreras de nivel superior:
- Ingeniería Forestal
- Ingeniería en Agronomía
- Ingeniería en Desarrollo Comunitario
- Ingeniería en Sistemas Computacionales
- Ingeniería Industrial
- Ingenieria en Gestion Empresarial

## Teléfonos y dirección
Instituto Tecnológico de la Zona Olmeca
Carretera a Frontera km. 17.5 Prol. Ignacio Zaragoza S/N Villa Ocuilzapotlan, Centro, Tabasco, México
Tel. (993) 3210608
Institución Certificada bajo la Norma ISO 9001:2015